# Buglossoporus
Buglossoporus là một chi nấm thuộc họ Fomitopsidaceae.

## Species list
- Buglossoporus americanus
- Buglossoporus brunneiflavus
- Buglossoporus flavus
- Buglossoporus heritierae
- Buglossoporus magnus
- Buglossoporus malesianus
- Buglossoporus marmoratus
- Buglossoporus matangensis
- Buglossoporus rufescens